# Турнов-Прайлак
Ту́рнов-Пра́йлак или Ту́рнов-Пси́лук (нем. Turnow-Preilack; н.-луж. Turnow-Pśiłuk) — коммуна в Германии, в земле Бранденбург.
Входит в состав района Шпре-Найсе. Подчиняется управлению Пайц. Население составляет 1204 человека (на 31 декабря 2010 года). Занимает площадь 38,02 км².
Коммуна подразделяется на 2 сельских округа: Турнов (Турнов) и Прейлак (Псилук).

## Население
В настоящее время деревня входит в состав культурно-территориальной автономии «Лужицкая поселенческая область», на территории которой действуют законодательные акты земель Саксонии и Бранденбурга, содействующие сохранению лужицких языков и культуры лужичан.
| Год  | Население |
| ---- | --------- |
| 2005 | 1293      |
| 2010 | 1222      |